# 十三州 (汉朝)
十三州，西汉时期的十三刺史部，汉武帝设置，其中十一州的名字沿用了《书经·禹贡》、《周礼·职方》的州名，所以俗称十三州。
汉武帝元封五年（公元前106年），设立十三刺史部，剌史乘传行部，没有治所。后因职权需要设置固定治所。汉成帝绥和元年（前8年），刺史改为州牧，州成为正式名称。后来又改回刺史，东汉末年，刺史的辖境不再称部，专称州。

## 沿革

### 西汉
西汉元封五年（前106年），设十三州，分别是：
- 朔方刺史部
- 兖州刺史部
- 青州刺史部
- 豫州刺史部
- 徐州刺史部
- 冀州刺史部
- 幽州刺史部
- 并州刺史部
- 扬州刺史部
- 荆州刺史部
- 益州刺史部
- 涼州刺史部
- 交趾刺史部

刺史在每年秋季，乘传行部，“周行郡国，省察治状”，以“默陟能否，断治冤狱”，以六条问事。此外，还有督察藩国、监察令长、举荐人才、掌宣风化、镇抚民变、督捕盗贼、安置流民、怀徼蛮夷等职责。
因职责繁重，仅靠刺史一人在秋季乘传行部无法完成。汉元帝初年，丞相于定国根据各刺史部大小为刺史设立所属吏员，包括治中、别驾、诸部从事等秩皆百石的官员。此类吏员来源当是刺史部所监察的郡。当代研究者推测，刺史有固定属员，又有大量事务，刺史必定有固定办公场所，即治所，日后所称州治。由于东汉以前刺史部治所的史料稀见，研究者仅能根据相关资料推测西汉时刺史部有治所。如根据20世纪出土的居延漢簡推测，西汉时涼州刺史部不仅已有治所，而且可能就是东汉时的治所陇县。

### 新朝、更始
王莽建立新朝后，保留州牧制度，并有所强化。始建国四年（12年），“州从《禹貢》为九”。天凤元年（14年），“置州牧、部监二十五人，见礼如三公”。州牧总掌一州军政大权。又因其位比三公，刺举职责难以完成，故又置牧监副，“秩元士，冠法冠，行事如汉刺史”。新朝民变中的更始政權亦设置州牧一职，有幽州牧、徐州牧、冀州牧等。刘秀建立东汉的建武元年，“复置牧”。建武十八年（42年），始罢州牧，复置刺史。当代研究者指，以新朝、更始、东汉初年州牧之尊，其设有常治所殆无可疑。

### 东汉
东汉十三州：
- 司隸校尉部
- 兖州刺史部
- 青州刺史部
- 豫州刺史部
- 徐州刺史部
- 冀州刺史部
- 幽州刺史部
- 并州刺史部
- 扬州刺史部
- 荆州刺史部
- 益州刺史部
- 凉州刺史部
- 交州刺史部

## 參看
- 西汉行政区划